# Canone inverso - Making Love
Canone inverso - Making Love è un film del 2000 diretto da Ricky Tognazzi, tratto dall'omonimo romanzo del 1996 di Paolo Maurensig.

## Trama
Praga, 1968. Un suonatore di violino di strada riconosce, all'interno di un locale, una ragazza. Entrato nel locale, si mette a suonare una melodia, che alla ragazza ricorda inspiegabilmente la sua infanzia. Rincorso dalla ragazza in strada, il violinista dice di chiamarsi Jeno, e racconta alla giovane la propria storia.
Il padre del giovane Jeno abbandonò lui e la madre poco dopo che nacque il bambino, lasciando in eredità solo un violino e una melodia che la donna continuava a cantare al figlio, che crebbe con la passione per la musica.
La madre di Jeno si sposò in seguito con un allevatore di maiali, da cui Jeno prese il cognome, Varga. Crescendo, Jeno prendeva parte all’attività lavorativa del patrigno, portandosi sempre dietro con sé il violino. 
Un giorno, facendo una consegna in un albergo, sente suonare una melodia al piano. Incuriosito dalla musica, la segue fino a trovare la stanza di Sophie Levi, una famosa pianista con la quale Jeno “suonava” insieme alla radio.
Incontratala ormai di persona il ragazzo ne rimane ossessionato e fa di tutto per incontrarla nuovamente, anche se lei è sposata con un altro. Per aiutare il ragazzo a perseguire il suo sogno di musicista, dopo averlo sentito suonare, gli consiglia di iscriversi all’accademia musicale della quale era preside il suo maestro.
Jeno decide di seguire il consiglio di Sophie e entra nell'accademia, che ha regole molto dure che vanno dalla doccia fredda (la nudità permette ai suoi compagni di riconoscere l'appartenenza di Jeno alla stirpe ebraica, avendo subito come loro la circoncisione dell'organo maschile) alla reclusione nelle celle per chi trasgredisce e proprio in quest'ultima circostanza Jeno fa amicizia con l’aristocratico David Blau.
Alla cena del capodanno del 1939, tenuta nel salone dell'accademia, viene introdotta la pianista Sophie Levi, l'artefice dell'ingresso in accademia di Jeno. Il direttore Hischbaum dell'accademia annuncia le imminenti audizioni per un primo violino che avrebbe accompagnato Sophie ad un concerto. Durante l'audizione, il maestro Weigel abbandona il posto di giurato. Venendo a mancare il quorum, e rimasti Jeno e David quali candidati, l'audizione viene posposta. Audizione mai terminata in accademia, a causa dell'arrivo dei nazisti e conseguente allontanamento del direttore Hischbaum per via delle sue origini ebree. Analoga sorte per tutti gli studenti di medesime origini, tra cui anche David.
Per rimanere accanto all'amico, Jeno si fa espellere colpendo Weigel, nuovo direttore xenofobo, e parte con David alla volta di casa sua. Arrivati al castello di David, questi mostra a Jeno la galleria di ritratti dei suoi antenati appesi ai muri del corridoio che portano alla stanza di David. Tra tutti, l'unico che David adora è quello di una donna di nome Costanza. Dirigendosi verso la stanza di David, Jeno ne indovina l'ubicazione, suscitando nell'amico stupore. L'umore di David da colmo di amicizia muta in una commistione di odio, rancore, delusione ed abbandono quando scopre il violino in possesso di Jeno. Violino a lui noto, poiché suo padre affermava di averne subito il furto durante la Grande Guerra.
Il giorno seguente arriva alla residenza Blau l'ex direttore Hischbaum, per terminare l'audizione.
David sceglie il brano, il canone inverso che anche Jeno conosce, essendo una delle poche cose che suo padre gli aveva lasciato, assieme al violino, prima di abbandonarlo. I due ragazzi scoprono così di essere fratellastri, e David rinuncia alla gara, e Jeno ottiene così la partecipazione al concerto con Sophie. La ragazza, proprio il giorno della prima a teatro, abbandona alla stazione ferroviaria il marito con cui sarebbe dovuta fuggire dalla Cecoslovacchia per le leggi antisemite. Prima del concerto, nel camerino, Jeno e Sophie si uniscono nella loro unica notte d'amore. Durante il concerto, irrompono le SS naziste ed arrestano tutti i musicisti ebrei, Jeno e Sophie compresi.
Qualche anno dopo, in un campo di concentramento, Jeno suona accanto al filo spinato il canone inverso davanti a Sophie e alla loro figlia, Costanza.
Nel presente, Jeno e la ragazza sono costretti a separarsi per l'imminente arrivo dei carri armati russi, in schieramento a Praga, ma prima di andarsene lascia il violino alla ragazza.
Anni dopo, il violino è stato messo all’asta dalla stessa Costanza, in un tentativo di ritrovare quello che ormai sa essere il padre, Jeno Varga. All’asta però si presenta il Barone Blau, al quale la ragazza chiede spiegazione e aiuto.
Il barone Blau, suo nonno, le rivela però che l’uomo che lei ha incontrato qualche anno prima e che le aveva lasciato il violino non era Jeno, ma suo fratello David, che non essendo riuscito a superare il trauma per la morte del fratello, ne aveva assunto la personalità.
Devastata dalla notizia, Costanza chiede comunque al nonno di aiutarla a trovare David e di provare a ricostruire insieme la famiglia.
Il barone accetta e porta Costanza alla vecchia accademia di musica, ormai in rovina, dove David vive con i suoi fantasmi.
I tre finalmente si riuniscono e vanno via insieme.

## Il canone inverso
Il titolo è dato da questo brano per due violini (sempre scritto da Morricone) basato su una melodia suonata dal primo violino in maniera classica, mentre il secondo lo suona dalla fine verso l'inizio, e viene seguito poi da una coda. Questo tipo di scrittura contrappuntistica, in realtà, viene definita come canone retrogrado; infatti, un canone inverso propriamente detto è una composizione in cui la seconda voce esegue gli stessi intervalli della prima, ma per moto contrario (ad esempio, una terza ascendente nella prima voce diventerà una terza discendente nella seconda).

## Riconoscimenti
- 2000 - David di Donatello
  - Miglior fotografia a Fabio Cianchetti
  - Miglior colonna sonora a Ennio Morricone
  - Miglior scenografia a Francesco Bronzi
  - Miglior montaggio a Carla Simoncelli
  - David scuola a Ricky Tognazzi
  - Nomination Miglior film
  - Nomination Miglior regista a Ricky Tognazzi
  - Nomination Miglior sceneggiatura a Ricky Tognazzi, Simona Izzo e Graziano Diana
  - Nomination Miglior produttore a Vittorio Cecchi Gori
  - Nomination Migliori costumi a Alfonsina Lettieri
- 2000 - Nastro d'argento
  - Miglior montaggio a Carla Simoncelli
  - Migliore colonna sonora a Ennio Morricone
  - Nomination Regista del miglior film a Ricky Tognazzi
  - Nomination Miglior sceneggiatura a Ricky Tognazzi, Simona Izzo e Graziano Diana
  - Nomination Migliore fotografia a Fabio Cianchetti
- 2000 - Globo d'oro
  - Nomination Miglior film a Ricky Tognazzi
  - Nomination Miglior sceneggiatura a Ricky Tognazzi, Simona Izzo e Graziano Diana
  - Nomination Miglior fotografia a Fabio Cianchetti
  - Nomination Miglior musica a Ennio Morricone
- 2000 - Premio Gianni Di Venanzo
  - Miglior fotografia italiana a Fabio Cianchetti